# 7. Königlich Bayerische Infanterie-Brigade
Die 7. Infanterie-Brigade war ein Großverband der Bayerischen Armee.

## Geschichte
Die Brigade wurde am 27. November 1815 als 3. Infanterie-Brigade des Generalkommandos Würzburg aufgestellt. Ab 1. Juni 1822 war sie die 1. Infanterie-Brigade der 4. Armee-Division und wurde am 20. November 1848 zur 7. Infanterie-Brigade umgebildet. Das Hauptquartier stand bis 1855 in Aschaffenburg, dann bis 1869 in Bayreuth, und mit einer kurzen Unterbrechung (Bamberg 1900/03) bis zur Auflösung 1919 in Würzburg.
Der Großverband wurde zu Beginn des Ersten Weltkrieges im Rahmen der 6. Armee an der Westfront eingesetzt.

## Gliederung
1914 war die Brigade Teil der 4. Division. Ihr unterstanden folgende Einheiten:
- 5. Infanterie-Regiment „Großherzog Ernst Ludwig von Hessen“ in Bamberg
- 9. Infanterie-Regiment „Wrede“ in Würzburg
- 2. Jägerbataillon in Aschaffenburg
- Bezirkskommando Aschaffenburg
- Bezirkskommando Kitzingen
- Bezirkskommando Würzburg

## Kommandeure
| Dienstgrad          | Name                             | Datum                                 |
| ------------------- | -------------------------------- | ------------------------------------- |
| Generalmajor        | Kaspar von Hagens                | 01. August 1861 bis 8. Juni 1866      |
| Oberst              | Franz Adam Faust                 | 09. Juni bis 4. Juli 1866             |
| Generalmajor        | Wilhelm von Schleich             | 18. August 1866 bis 16. August 1868   |
| Generalmajor        | Joseph von Ribaupierre           | 17. August 1868 bis 31. Januar 1870   |
| Generalmajor        | Heinrich von Thiereck            | 01. Februar bis 3. Oktober 1870       |
| Generalmajor        | Börries von Wissell              | 04. Oktober 1870 bis 8. August 1873   |
| Generalmajor        | Friedrich von Treuberg           | 09. August 1873 bis 28. Oktober 1877  |
| Generalmajor        | Maximilian von Verri della Bosia | 29. Oktober 1877 bis 24. Juli 1883    |
| Generalmajor        | Theodor von Angstwurm            | 25. Juli 1883 bis 5. März 1887        |
| Generalmajor        | Wilhelm von Staudt               | 06. März 1887 bis 11. Mai 1888        |
| Generalmajor        | Heinrich Abel                    | 12. Mai bis 3. Dezember 1888          |
| Generalmajor        | Adolph von Asch                  | 04. Dezember 1888 bis 6. Mai 1893     |
| Oberst/Generalmajor | Adolf von Lossow                 | 07. Mai 1893 bis 12. Oktober 1896     |
| Generalmajor        | Karl von Waldenfels              | 07. November 1896 bis 19. Juni 1899   |
| Generalmajor        | Jakob Fortenbach                 | 20. Juni 1899 bis 9. Oktober 1900     |
| Generalmajor        | Rupprecht von Bayern             | 10. Oktober 1900 bis 13. Juni 1903    |
| Generalmajor        | Georg Keßler                     | 14. Juni 1903 bis 20. August 1905     |
| Generalmajor        | Joseph Rittmann                  | 21. August 1905 bis 7. November 1908  |
| Generalmajor        | Maximilian von Montgelas         | 08. November 1908 bis 25. März 1910   |
| Generalmajor        | Alfred Göringer                  | 26. März 1910 bis 26. März 1913       |
| Generalmajor        | Emil Henigst                     | 27. März 1913 bis 13. Dezember 1916   |
| Generalmajor        | Ludwig Hierthes                  | 14. Dezember 1916 bis 26. August 1917 |
| Generalmajor        | Karl Reber                       | 27. August 1917 bis Kriegsende        |